# AMD K5

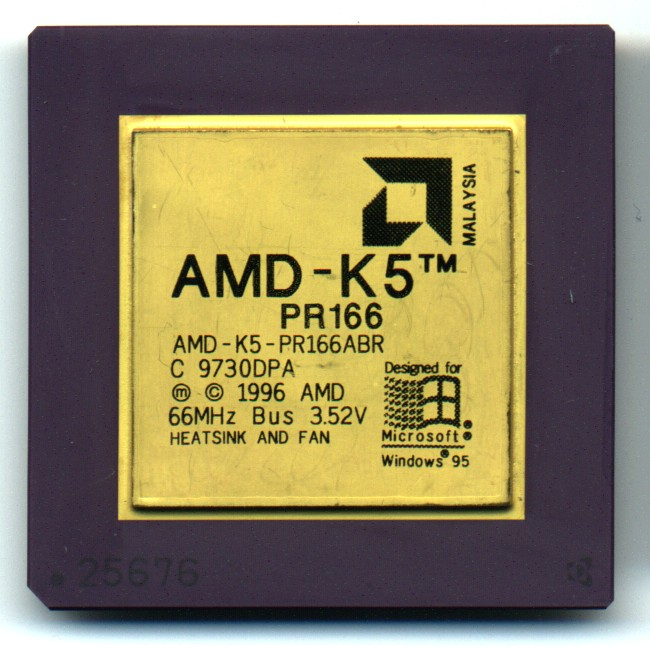
AMD K5, 166 MHz.

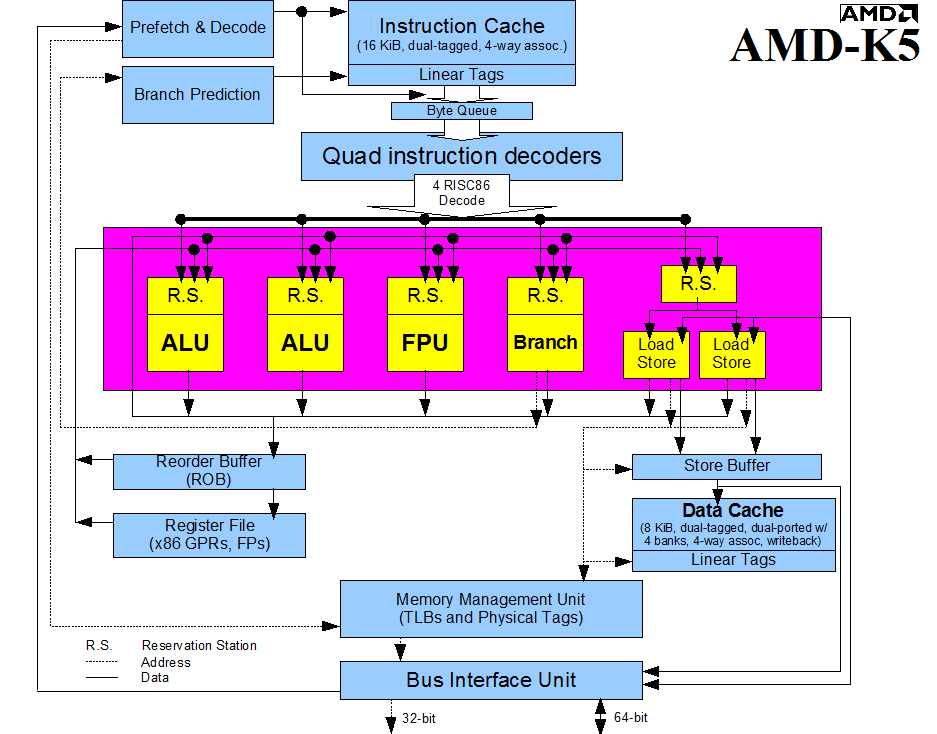
AMD K5-strukturen.

AMD K5 är en mikroprocessor från AMD jämförbar med Intel Pentium.
K5 var AMD:s första helt egenutvecklade x86-processor. Den planerades att släppas under 1995 i hastigheterna 100–120 MHz och därmed bli en kraftfull konkurrent till Intel Pentium, men på grund av tekniska problem så kom den ut på marknaden först i mars 1996 och då i hastigheterna 75 och 90 MHz. Därmed kom den i stället att bli ett budgetalternativ till Pentium i stället för en prestandamässigt likvärdig konkurrent.
Internt var K5 en mycket avancerad processor och mer jämförbar med Pentium Pro än Pentium. Den emulerade x86-kod genom att först omvandla den till RISC-liknande mikrokod som sedan exekverades i sex parallella pipelines, fem av dem med ALU:er för heltal och en för flyttal. Superskaläriteten gjorde att den trots lägre klockfrekvens kunde utföra fler heltalsoperationer per sekund än en Pentium.
K5:ans största och egentligen enda nackdel var att den blev väldigt varm och behövde ganska mycket kylning, oftast räckte det inte med bara en kylfläns som på Pentium utan också en fläkt. Den monterades i socket 5 och gick med en ganska hög spänning på 3,5 volt.
K5 fanns i två varianter och i hastigheter mellan 75 och 166 MHz. Den ersattes 1997 av AMD K6 som även fanns med MMX-stöd.